# Eulipoa wallacei
O frango-do-mato-das-molucas (Eulipoa wallacei,  é uma espécie de ave  da família Megapodiidae. É a única espécie descrita para o gênero Eulipoa. Endêmica da Indonésia onde é encontrada apenas nas ilhas Molucas (Buru, Seram, Haruku, Ambon, Bacan, Halmahera, Ternate e Misool).